# Auswärtige Kardinäle

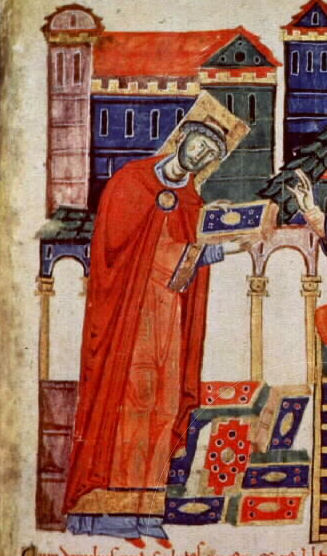
Papst Victor III. (1087) war vor seiner Wahl zum Papst Kardinal und Abt von Montecassino

Auswärtige Kardinäle war eine Kategorie von Mitgliedern des Kardinalskollegiums im Hochmittelalter (11. bis 13. Jahrhundert). Hierbei handelte es sich um Kardinäle, die im Gegensatz zu den Kurienkardinälen nicht an der römischen Kurie residierten, weil sie Bischof eines nicht-suburbikarischen Bistums oder Abt einer außerhalb von Rom gelegenen Abtei waren. Im weiteren Sinne kann es sich auch um Kardinäle handeln, die auf auswärtige Bischofsstühle berufen wurden und mit dieser Berufung ihre Mitgliedschaft im Kardinalskollegium niederlegten. Ebenso kann es sich um Kardinäle handeln, die grundsätzlich Kurienkardinäle waren, aber zeitweise die Ämter von Apostolischen Administratoren oder Prälaten innehatten.

## Heutige Situation
Heute sind die meisten Kardinäle Erzbischöfe der wichtigsten Metropolitanbistümer der Welt und residieren in ihren Ländern. Abgesehen vom alleinigen Recht, den neuen Papst zu wählen, ist ihre Würde rein ehrenhalber. Ursprünglich war das Kardinalskollegium jedoch lediglich ein Kollegium des Klerus der Stadt Rom, das sich aus den Bischöfen der sieben an das Bistum Rom angrenzenden suburbikarisches Bistümern (Kardinalbischöfe), den Priestern der Pfarrkirchen von Rom (Kardinalpriester) und den Diakonen an der Spitze der Diakonien der Stadt Rom (Kardinaldiakone) zusammensetzte. Anders als heute hatten die Kardinäle eine tatsächliche Jurisdiktion über die Diözesen, Pfarrkirchen (Tituli genannt) oder Diakonien, den Amtsinhaber sie waren. Sie hatten die jeweiligen Amtspflichten zu erfüllen. Das Phänomen des externen Kardinalats im Spätmittelalter war damals eine Ausnahme, die heute die Regel darstellt. Der eigentliche Pfarrer ist heutzutage ein Pfarrer. Der jeweilige Kardinal hat nur noch eine Schirmherrschaft und hat einige Ehrenrechte. Zuvor gehörten Kardinäle ausschließlich dem Klerus der Stadt Rom an beziehungsweise waren als Kardinalbischöfe Diözesanbischöfe der Kirchenprovinz Rom.

## Geschichte

### Ursprünge und Entwicklung

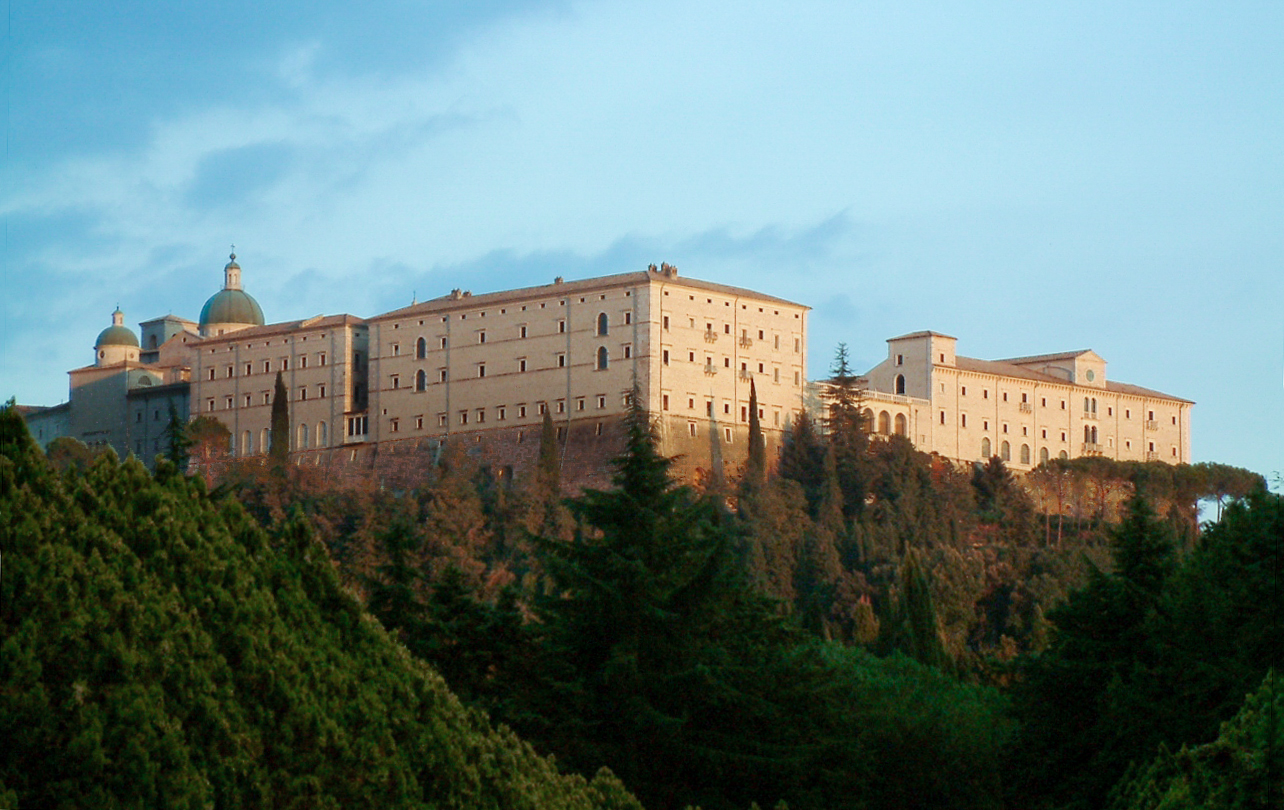
Mindestens acht Äbte von Montecassino waren zwischen 1057 und 1259/62 gleichzeitig Kardinäle der Heiligen Römischen Kirche.

Das Kardinalskollegium ging aus dem Kollegium der wichtigsten Klerikern der Stadt Rom hervor. Der Titel Kardinal bezeichnete zunächst nur die Priester der 28 Pfarrkirchen der Ewigen Stadt (Tituli, deutsch Titelkirche), die dem Papst beim liturgischen Dienst in den vier Basiliken Roms (Vatikanische Basilika, Liberianische Basilika, Sankt Paul vor den Mauern und San Lorenzo fuori le Mura) assistieren mussten. Später (wahrscheinlich im 8. Jahrhundert) wurde der Titel auf die Bischöfe der sieben an das Bistum Rom angrenzenden und ihrer Kirchenprovinz angehörten Diözesen ausgedehnt: Ostia, Porto, Albano, Palestrina, Silva Candida (1079 durch Segni ersetzt), Gabii-Lavicum (dessen Name später in Tusculum und noch später in Frascati geändert wurde) und Velletri (nach 1060 durch Sabina ersetzt). Diese Bischöfe (Kardinalbischöfe) führten den liturgischen Dienst in der Lateranbasilika durch. Schließlich wurden auch die Diakone, die im päpstlichen Haushalt dienten oder den kirchlichen Bezirken der Stadt vorstanden (später als Diakonien bezeichnet), zu Kardinälen (Kardinaldiakone).
Die Kardinäle der Heiligen Römischen Kirche hatten bis zum 11. Jahrhundert ausschließlich liturgische Aufgaben und nahmen im Allgemeinen nicht an der Leitung der Kirche teil. Kardinalbischöfe waren den anderen Bischöfen gleichgestellt. Die Teilnahme an der Amtseinführung des neuen Papstes verlieh ihnen beträchtlichen Prestige. Damals war der Rang eines Kardinalpriesters oder -diakons als niedriger als er eines Bischofs angesehen. Der liturgische Dienst in den fünf Patriarchalbasiliken in Rom sowie die pastoralen Aufgaben als Diakone, Pfarrer und Bischöfe erforderten die ständiger Anwesenheit der Kardinäle in Rom.
Diese Situation änderte sich allmählich mit der Thronbesteigung von Papst Leo IX. (1049–1054) und dem Beginn der Gregorianischen Reformen. Um den korrupten römischen Klerus zu reformieren, ernannte der Papst mehrere neue Kardinäle aus den Klöstern außerhalb Roms wie Montecassino, Remiremont und Cluny. Diese neuen Kardinäle waren auch seine engen Berater. Leos Nachfolger setzten diesen Trend fort und Nikolaus II. verlieh den Kardinälen im Jahr 1059 das alleinige Recht, einen neuen Papst zu wählen. Ende des 11. Jahrhunderts wurde das Kardinalskollegium zum Hauptorgan der päpstlichen Regierung. Sie dienten als Sachverständige oder Richter in Rechtssachen (Auditoren), unterzeichneten die feierlichen päpstlichen Bullen gegen, fungierten als Gouverneure der Städte oder Provinzen des Kirchenstaats oder wurden von den Päpsten auf wichtige diplomatische Missionen entsandt. Die Kardinäle wurden die wichtigsten Mitglieder der römischen Kurie. Als solche waren sie verpflichtet, am päpstlichen Hof zu residieren, außer sie wurden als Päpstlicher Legaten entsandt.

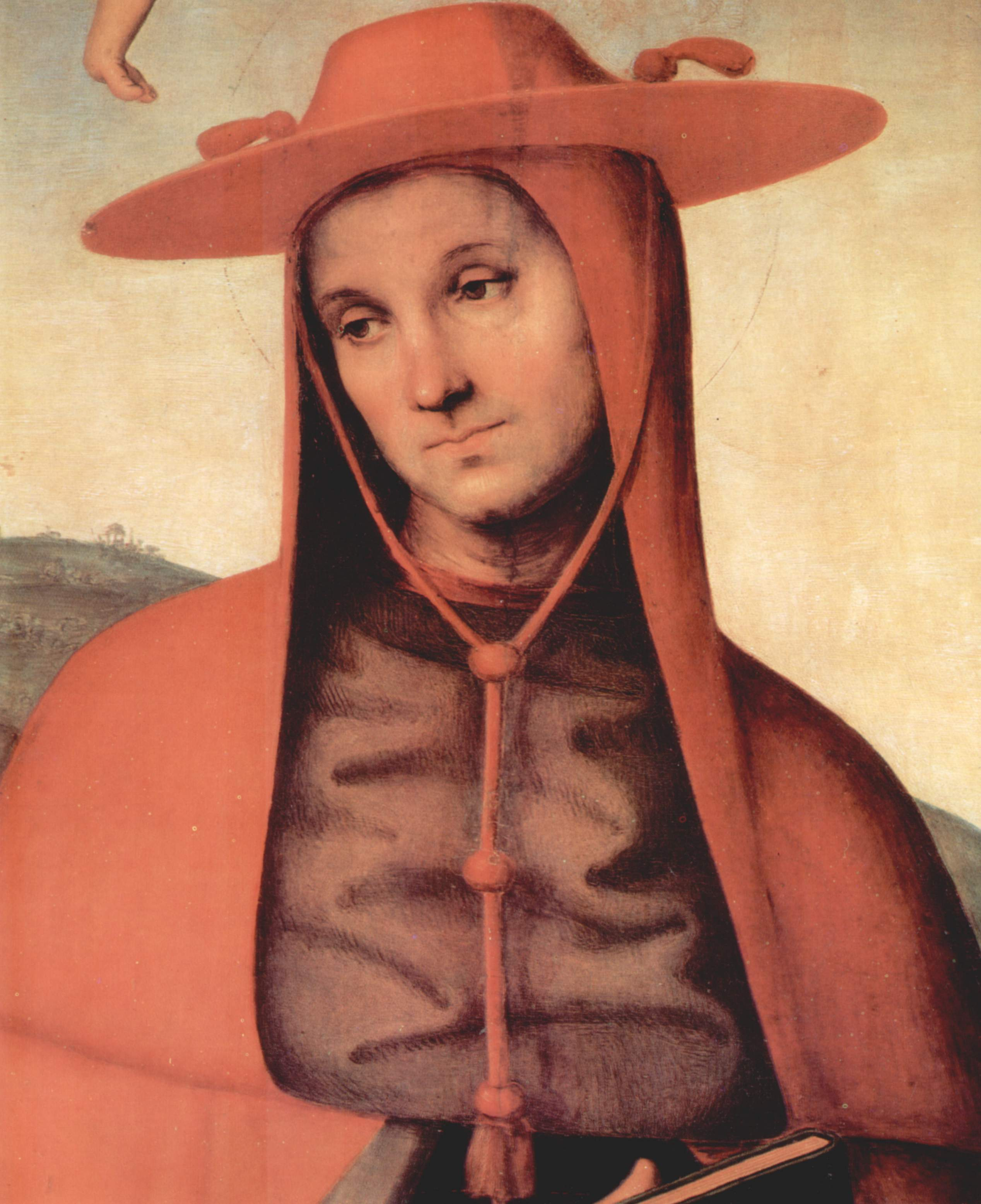
Bernardo degli Uberti war zugleich Kardinal und Abt von Vallombrosa. Als er 1106 zum Bischof von Parma ernannt wurde, trat er als Kardinal zurück

Fast gleichzeitig mit der Entwicklung des Kardinalskollegiums zu einem Gremium päpstlicher Berater begannen die Päpste Äbte zu Kardinälen zu ernennen, die weiterhin in ihren Klöstern residierten und nicht Mitglieder an der päpstlichen Kurie wurden. Andererseits wurden auch die Wahlen von Kardinäle zu Äbten nichtrömischer Klöster vom Papst bestätigt. Das Hauptziel solcher Ernennungen bestand wahrscheinlich darin, die Verbindungen einiger wichtiger monastischer Zentren mit der römischen Kirche zu stärken. Die ersten bekannten Fälle solcher Ernennungen betrafen die Abtei von Montecassino, eines der wichtigsten Zentren der Kirchenreform. Im Jahr 1057 wurde der Kardinaldiakon Friedrich von Lothringen (der spätere Papst Stephan X.) zum Abt von Montecassino gewählt. Papst Viktor II. bestätigte seine Wahl und ernannte ihn gleichzeitig zum Kardinalpriester von San Crisogono. Sein Nachfolger als Abt von Montecassino, Desiderio, wurde ebenfalls bald zum Kardinal ernannt, amtierte jedoch weiterhin im Kloster. Von 1057 bis 1259/62 waren mindestens acht Äbte von Montecassino gleichzeitig Mitglieder des Kardinalskollegiums. Auch einige andere italienische und französische Abteien wie Subiaco, Farfa, Vallombrosa, St. Sophia in Benevento, St. Victor in Marseille wurden einige Zeit von den Kardinälen als Äbte geleitet.
Während des Investiturstreits entwickelten sowohl die legitimen Päpste als auch Gegenpapst Clemens III. eine andere, nicht ganz neue Praxis. Sie ernannten ihre Kardinäle zu Bischöfen in den wichtigsten Diözesen in Italien, um deren Regierung durch zuverlässige Mitarbeiter sicherzustellen. Gegenpapst Clemens III. ernannte die Kardinäle Hugo Candidus und Roberto von San Marco zu Bischöfen von Fermo bzw. Faenza. Die Päpste Viktor III. und Urban II. besetzten die Bischofsstühle von Brescia und Reggio-Emilia mit Herimanus und Bonussenior. Diese Praxis wurde von den nachfolgenden Päpsten fortgeführt, die ihre Kardinäle insbesondere auf die kürzlich wiederhergestellten lateinischen Erzbischofssitze in Süditalien (Siponto, Brindisi, Salerno, Benevent) ernannten. Außerdem waren drei aufeinanderfolgende Erzbischöfe von Pisa: Uberto Rossi Lanfranchi (1133–1137/38), Balduino (1138–1145) und Villano Caetani (1146–1175) die Kardinäle.

Wappen von Wilhelm von Blois als Bischof von Reims und Kardinalpriester von San Sabino

Bis zum Pontifikat Papst Alexanders III. (1159–1181) legten alle Kardinäle, die in auswärtigen Bischofsstühle ernannt worden waren, nach der Bischofsweihe ihre Mitgliedschaft im Kardinalskollegium nieder. Dies zeigt deutlich, dass das Episkopat als höhere Würde als die eines Kardinalpriesters oder -diakons angesehen wurde. Andererseits wurden Bischöfe nie zu Kardinälen ernannt. Sicherlich galten das Episkopat und das Kardinalat als unvereinbare Würden. Während des Pontifikats Alexanders ist jedoch eine Veränderung erkennbar. Zwar gab es noch immer Fälle, in denen Kardinäle das Kardinalskollegium verließen, nachdem sie das Bischofsamt übernommen hatten (Lombardo von Benevent, Rainaldo von Gaeta), aber es gab auch Mitglieder des Kollegiums, die gleichzeitig Kardinäle und Bischöfe waren. Vielleicht folgte Alexander III. hier dem Beispiel seines Rivalen, Gegenpapst Viktor IV., der im Jahr 1162 Aicardo Cornazzano zum Bischof von Parma und Kardinalpriester ernannte. Konrad I. von Wittelsbach wurde im Dezember 1165 zum Kardinalpriester von San Marcello al Corso ernannt und blieb Erzbischof von Mainz. Später wurde er Kardinalbischof von Sabina. Dies ist der erste Fall in dem ein heute noch anerkannter Papst einen Bischof zum Kardinal ernannte und dieser sein Amt behalten durfte. Wilhelm von Blois, wurde 1179 zum Kardinalpriester von San Sabino ernannt und blieb Erzbischof von Reims. Ebenso wurden die Bischöfe Giovanni von Toscanella, Ruffino von Rimini und Gerardo von Novara 1189, 1190 und 1211 zu Kardinalpriestern erhoben. Andererseits behielt der Kardinalpriester Umberto Crivelli, als er 1185 zum Erzbischof von Mailand gewählt und geweiht wurde, sein Kardinalat. Die Ämter des Kardinals und des Bischofs galten also nicht mehr als unvereinbar. Darüber hinaus wurde der Rang eines Kardinalpriesters oder Kardinaldiakons dem eines Bischofs gleichgestellt. Es scheint jedoch, dass die gewählten, aber noch nicht geweihten Bischöfe, die zu Kardinälen ernannt wurden, im Allgemeinen gezwungen waren, ihre Ämter aufzugeben.
Zu einer weiteren Entwicklung kam es im Pontifikat von Clemens III. (1187–1191). Die auf einen auswärtigen Bischofssitz gewählten Kardinäle verzichteten auf ihre Titelkirchen, ohne jedoch ihre Mitgliedschaft im Kardinalskollegium aufzugeben. Sie verwendeten den Titel Cardinalis Sanctae Romanae Ecclesiae, ohne ihren Kardinalsrang oder ihre Titelkirche anzugeben, zusätzlich zum bischöflichen Titel. Der erste derartige Fall war Adelardo Cattaneo, ab 1185 Kardinalpriester von San Marcello und von 1188 bis 1214 Bischof von Verona. Dass er auf die Kirche von San Marcello verzichtete, geht nicht nur aus seiner in den Dokumenten enthaltenen Titulatur hervor, sondern auch aus der Tatsache, dass noch zu seinen Lebzeiten ein neuer Kardinalpriester dieses Titels (Fidanzio) ernannt wurde. Dem Fall Adelardo folgten unter Papst Innozenz III. die Kardinal-Erzbischöfe Guy Paré von Reims (1204), Uberto Pirovano von Mailand (1207) und Stephen Langton von Canterbury (1207). Ende des 12. Jahrhunderts waren etwa 15 % der Mitglieder des Kardinalskollegiums „auswärtig“.
Noch differenzierter war das Engagement der „externen“ Kardinäle in der Kirchenleitung und der päpstlichen Politik, auch wenn die begrenzten Belege diese Frage nicht vollständig klären. Sicherlich waren einige von ihnen eine Zeit lang in der päpstlichen Kurie tätig, was durch ihre Unterschrift unter den päpstlichen Bullen bezeugt wird. Unter den Unterzeichnern der päpstlichen Privilegien finden sich die Äbte Desiderius von Montecassino, Mainardo von Pomposa, Giovanni von Subiaco, Richard von St.-Victor, Oderisio de Marsi von Montecassino, Bernardo degli Uberti von Vallombrosa, Amico von San Vincenzo, Adenulf von Farfa, Benedetto von Torre Maggiore und Giovanni von Santa Sophia sowie die Bischöfe Hugo Candidus, Konrad von Wittelsbach, Guillaume von Reims, Uberto Crivelli von Mailand, Giovanni von Toscanella und Ruffino von Rimini. Die letzten drei scheinen de facto Kurienkardinäle gewesen zu sein, da sie die meiste Zeit am päpstlichen Hof verbrachten. Andererseits scheinen Kardinäle wie Pietro von San Benedetto in Salerno, Rainaldo von Montecassino, Simone von Subiaco, Leonato von San Clemente in Casauria, Ruggiero von Benevento, Roffredo von Montecassino oder Riccardo von Montecassino nie an den Kuriengeschäften teilgenommen zu haben. Auch die Kardinäle Adelardo Cattaneo von Verona, Guy Paré von Reims, Uberto Pirovano von Mailand und Stephen Langton von Canterbury sind nach ihrer Ernennung zum Bischof nicht mehr in der päpstlichen Kurie bezeugt.
Mehrere „externe“ Kardinäle fungierten als päpstliche Legaten oder Vikare, oft in der Region ihres Bischofssitzes oder ihrer Abtei. Zu ihnen gehörten:
- Peter Igneus von San Salvatore – Legat in Deutschland (1079) und Frankreich (1080),
- Mainardo von Pomposa – Legat vor Kaiser Heinrich IV. (1065) und in Mailand (1067)
- Richard von St.-Victor – langjähriger Legat in Spanien
- Konrad von Wittelsbach – Legat in Deutschland (ab 1177)
- Guillaume von Reims – Legat in Frankreich (ab 1179)
- Ruffino von Rimini – Legat in Imola (etwa 1191)
- Gerard de Sessio – Legat in der Lombardei (1210–1211)

Außerdem nahmen einige „externe“ Kardinäle an den Papstwahlen teil: Desiderius von Montecassino und Richard von St. Viktor im Jahr 1086, Oderisio de Marsi im Jahr 1088, Enrico von Mazara und Amico von San Vincenzo im Jahr 1118, Simone Borelli im Jahr 1159, Uberto Crivelli im 1185, wahrscheinlich auch Konrad von Wittelsbach 1185, Giovanni von Toscanella 1191 und 1198, und Ruffino von Rimini 1191.
Drei „externe“ Kardinäle wurden Päpste: Friedrich von Montecassino wurde 1057 Papst Stephan IX., Desiderius von Montecassino wurde 1086 Papst Viktor III. und Uberto Crivelli aus Mailand wurde 1185 Papst Urban III.

### Ende der mittelalterlichen auswärtigen Kardinäle
Trotz der oben genannten Fälle markiert das Pontifikat Innozenz III. auch den Anfang vom Ende des „auswärtigen“ Kardinalats. Stephen Langton war der letzte Kardinal, dem der Papst erlaubte, Diözesanbischof eines externen Stuhls zu werden. Von diesem Zeitpunkt an lehnten die Päpste stets alle Postulationen der Kathedralkapitel ab und deuteten damit an, dass die Anwesenheit der Kardinäle in der päpstlichen Kurie unverzichtbar sei. Andererseits mussten die in das Kardinalskollegium ernannten Bischöfe ihre Stühle aufgeben. Allerdings wurde bis zum Ende des 13. Jahrhunderts immer im Rang eines Kardinalbischofs ernannt. Es gibt noch einige Fälle von Kardinälen, die das Amt eines Apostolischen Administrators innehatten, aber nur für kurze Zeit, oft als Teil ihrer Legatenpflichten. Der letzte Fall eines externen Kardinals im engeren Sinne war Abt Riccardo von Montecassino (1252–1259/62). Generell wurde das Kardinalskollegium bereits unter dem Pontifikat Gregors IX. (1227–1241) ein ausschließlich kuriales Gremium und blieb dies bis zum Großen Abendländischen Schisma (1378–1417). In dieser Zeit wurde der Rang eines Kardinals jedoch auch der höchste in der katholischen Kirche und stand nur noch unter dem des Papstes.
Das Phänomen der „auswärtigen“ Kardinäle lebte während des Abendländischen Schismas wieder auf, allerdings in einer anderen Form und aus anderen Gründen. Die Päpste und Gegenpäpste wollten sich der Unterstützung von Monarchen versichern. Die Päpste der rivalisierenden Obödienzen verliehen Kirchenmännern, die den europäischen Monarchen dienten die Kardinalswürde, die sogenannten Kronkardinäle, ohne sie in die römische Kurie zu berufen. Diese Kardinäle residierten weiterhin in ihren Ländern. Darüber hinaus begannen die Kurienkardinäle im 13. Jahrhundert, eine große Zahl von Pfründen an sich zu binden. Ab dem abendländischen Schismas waren es auch Bischofsstühle. Das Konzil von Trient (1545–1563) forderte für Diözesanbischöfe die Residenzpflicht. Dies betraf auch Kardinäle, die Bischöfe waren. Heute sind die meisten Kardinäle gleichzeitig Bischöfe von Teilkirchen. Über ihre Titelkirchen haben sie keine wirkliche Jurisdiktion, sondern sie üben mehr eine Schirmherrschaft aus.

## Titel und Arbeit in der päpstlichen Verwaltung

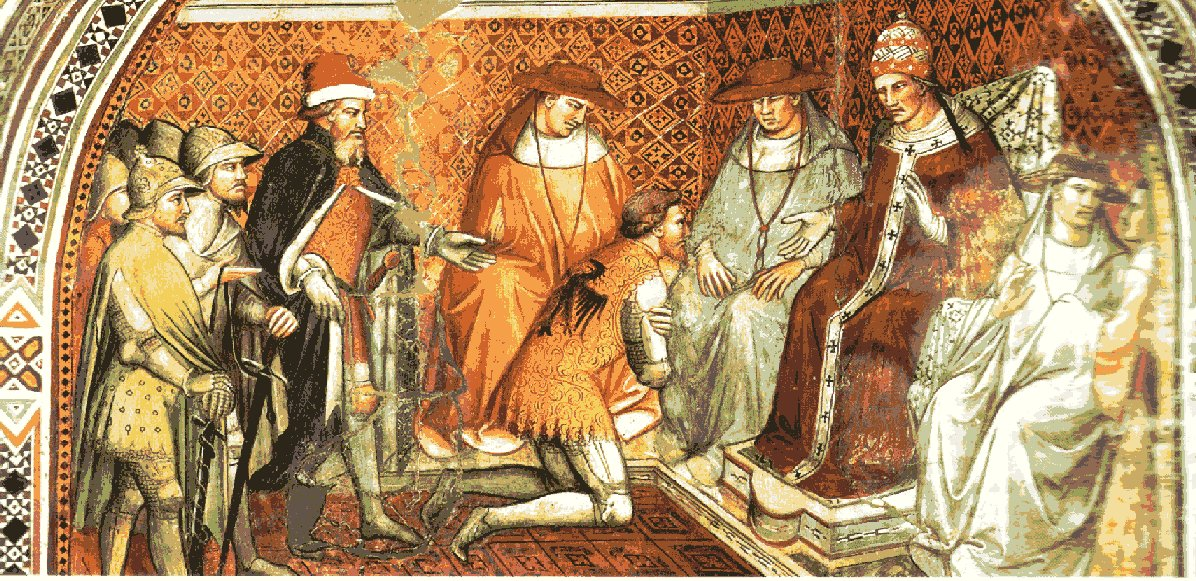
Papst Alexander III. war der erste Papst, der externen Kardinälen erlaubt auswärtige Bischofsstühle zu besetzen.

Die von den „externen“ Kardinälen in den offiziellen Dokumenten von Päpste, weltlichen Herrscher oder von ihnen selbst verwendeten Titel waren nicht einheitlich. Kardinal-Äbte unterzeichneten oder wurden manchmal nur als Kardinäle, manchmal nur als Äbte und manchmal verwendeten sie beide Titel. Abt Mainardo von Pomposa unterzeichnete päpstliche Bullen nur als Kardinalbischof von Silva Candida. Desiderius von Montecassino unterzeichnete päpstliche Bullen als Abt und Kardinal oder nur als Kardinal, während die päpstlichen Privilegien für die Abtei Montecassino ihn entweder als Kardinal und Abt oder nur als Abt bezeichnen. Abt Richard von St.-Victor verwendete die Formel „Kardinal und Abt“ oder nur Abt. Leonato von San Clemente in Casauria unterzeichnete in seinen privaten Dokumenten als Kardinal und Abt, aber die für ihn ausgestellten päpstlichen Privilegien nennen ihn nur Abt, ohne sein Kardinalat anzugeben.
Kardinäle, die gleichzeitig auch Bischöfe waren, erscheinen in den Dokumenten normalerweise mit beiden Titeln: Kardinal- und Bischofstitel. Die einzigen Ausnahmen sind Erzbischof Uberto Crivelli von Mailand, der päpstliche Bullen nur als Kardinal unterzeichnete, und Ruggiero von Benevent, der im Allgemeinen nur als Erzbischof bezeichnet wurde, während sein Kardinalat sehr selten erwähnt wurde.
Noch differenzierter war das Engagement der „externen“ Kardinäle in der Kirchenleitung und der päpstlichen Politik, auch wenn diese Frage aufgrund der begrenzten Belege nicht vollständig klären lässt. Sicherlich waren einige von ihnen eine Zeit lang in der päpstlichen Kurie tätig, was durch ihre Unterschrift unter päpstliche Bullen bezeugt wird. Unter den Unterzeichnern der päpstlichen Privilegien finden sich die Äbte Desiderius von Montecassino, Mainardo von Pomposa, Giovanni von Subiaco, Richard von St.-Victor, Oderisio de Marsi von Montecassino, Bernardo degli Uberti von Vallombrosa, Amico von San Vincenzo, Adenulf von Farfa, Benedetto von Torre Maggiore und Giovanni von Santa Sophia sowie die Bischöfe Hugo Candidus, Konrad von Wittelsbach, Guillaume von Reims, Uberto Crivelli von Mailand, Giovanni von Toscanella und Ruffino von Rimini. Die letzten Drei scheinen de facto Kurienkardinäle gewesen zu sein, da sie die meiste Zeit am päpstlichen Hof verbrachten. Andererseits scheinen Kardinäle wie Pietro von San Benedetto in Salerno, Rainaldo von Montecassino, Simone von Subiaco, Leonato von San Clemente in Casauria, Ruggiero von Benevento, Roffredo von Montecassino oder Riccardo von Montecassino nie an den Kuriengeschäften beteiligt gewesen zu sein. Auch die Kardinäle Adelardo Cattaneo von Verona, Guy Paré von Reims, Uberto Pirovano von Mailand und Stephen Langton von Canterbury sind nach ihrer Ernennung zum Bischof nicht mehr an der päpstlichen Kurie bezeugt.
Mehrere „externe“ Kardinäle fungierten als päpstliche Legaten oder Vikare, oft in der Region ihres Bischofssitzes oder ihrer Abtei. Zu ihnen gehörten:
- Peter Igneus von San Salvatore – Legat in Deutschland (1079) und Frankreich (1080),
- Mainardo von Pomposa – Legat bei Kaiser Heinrich IV. (1065) und in Mailand (1067)
- Richard von St.-Victor – langjähriger Legat in Spanien
- Konrad von Wittelsbach – ab 1177 Legat in Deutschland
- Guillaume von Reims – ab 1179 Legat in Frankreich
- Ruffino von Rimini – Legat in Imola (etwa 1191)
- Gerard de Sessio – Legat in der Lombardei (1210–1211)

Außerdem nahmen einige „externe“ Kardinäle an den Papstwahlen teil: Desiderius von Montecassino und Richard von St. Viktor im Jahr 1086, Oderisio de Marsi im Jahr 1088, Enrico von Mazara und Amico von San Vincenzo im Jahr 1118, Simone Borelli im Jahr 1159, Uberto Crivelli und wahrscheinlich auch Konrad von Wittelsbach im Jahr 1185, Giovanni von Toscanella 1191 und 1198, und Ruffino von Rimini 1191.
Drei „externe“ Kardinäle wurden Päpste: Friedrich von Montecassino wurde 1057 Papst Stephan IX., Desiderius von Montecassino wurde 1086 Papst Viktor III. und Uberto Crivelli aus Mailand wurde 1185 Papst Urban III.

## Liste der „auswärtigen“ Kardinäle
Die „externen“ Kardinäle wurden in vier Unterkategorien unterteilt, von denen nur die ersten beiden die „externen“ Kardinäle im engeren Sinne betreffen. Einige Kardinäle gehörten mehr als einer Unterkategorie an. Die umstrittenen Fälle werden am Ende jedes Unterabschnitts separat aufgeführt. Kardinäle, die von Gegenpäpsten ernannt wurden („Pseudokardinäle“), sind ebenfalls enthalten.

### Kardinal-Äbte
Die Liste ist chronologisch nach dem Datum der Ernennung des Abtes zum Kardinal bzw. des Kardinals zum Abt geordnet.
| Name                           | Amtszeit als Kardinal                                                  | Abtei                                                            | Bemerkung |
| ------------------------------ | ---------------------------------------------------------------------- | ---------------------------------------------------------------- | --- |
| Frederick de Lorraine, OSB     | Kardinaldiakon 1051–1057, Kardinalpriester von San Crisogono 1057      | Abt von Montecassino 1057                                        | Wurde zu Papst Stephen IX. gewählt (1057–1058) |
| Peter Damiani, OSBVall         | Kardinalbischof von Ostia 1057–1072                                    | Abt von Fonte Avellana 1043–1072                                 | Später heiliggesprochen |
| Desiderius, OSB                | Kardinalpriester von San Cecilia 1059–1087                             | Abt von Montecassino 1058–1087                                   | Wurde zu Papst Viktor III. gewählt (1086–1087) Als Kardinal wurde er häufig an der päpstlichen Kurie erwähnt. |
| Mainardo, OSB                  | Kardinalbischof von Silva Candida 1061–1073                            | Abt von Pomposa 1063–1073                                        | Er residierte in der päpstlichen Kurie bis 1069 |
| Pietro Atenolfo, OSB           | Kardinalpriester ernannt nach 1067                                     | Abt von San Benedetto in Salerno 1067–nach 1069                  | Er wurde nie an der päpstlichen Kurie erwähnt. |
| Peter Igneus, OSBVall          | Kardinalbischof von Albano 1072–1089                                   | Abt von San Salvatore in Fucecchio bis 1081                      | Später heiliggesprochen Residierte in seiner Abtei bis 1079 |
| Giovanni, OSB                  | Kardinaldiakon von Santa Maria in Domnica 1073–1121                    | Abt von Subiaco 1069–1121                                        | Er schloss sich 1084 dem Gegenpapst Clemens III. an und wurde dann Archidiakon der Heiligen Römischen Kirche. Später unterwarf er sich PapstPaschalis II. |
| Richard de Saint-Victor, OSB   | Kardinalpriester 1078–1106                                             | Abt von St.-Victor in Marseille 1079–1106                        | Er wurde 1106 zum Erzbischof von Narbonne ernannt und legte sein Amt als Kardinal nieder |
| Damianus, OSBVall              | Kardinaldiakon 1076– etwa 1091                                         | Abt von Fonte Avellana 1078–1080, Abt von Nonantola in 1086      | Neffe von Kardinal Pietro Damiani |
| Oderisio de Marsi, OSB         | Kardinaldiakon 1059–1088, Kardinalpriester (of San Cecilia?) 1088–1105 | Abt von Montecassino 1087–1105                                   | Später heiliggesprochen |
| Bernardo degli Uberti, OSBVall | Kardinalpriester von San Crisogono 1098/99–1106                        | Abt von Vallombrosa 1098–1106                                    | 1665 heiliggesprochen 1106 wurde er zum Bischof von Parma ernannt und legte sein Amt als Kardinal nieder (see table below) |
| Bruno von Segni, OSB           | Kardinalbischof von Segni 1079–1123                                    | Abt von Montecassino 1107–1111                                   | 1183 heiliggesprochen |
| Giovanni, OSB                  | Im März 1110 als Kardinalpriester bestätigt                            | Abt einer unbekannten Abtei in der Erzdiözese Capua im Jahr 1110 | Die Identität dieses Kardinals bleibt unbekannt |
| Amico, OSB                     | Kardinalpriester von Santi Nereo ed Achilleo 1117–1139                 | Abt von San Vincenzo al Volturno bei Capua 1109/1117–1139        | Zwischen 1130 und 1138 Anhänger von Gegenpapst Anaklet II. |
| Oderisio de Sangro, OSB        | Kardinaldiakon von Sant’ Agata etwa 1112– etwa 1137                    | Abt von Montecassino 1123–1126                                   | 1126 als Abt abgesetzt Ab 1130 Anhänger von Gegenpapst Anaklet II. |
| Adenulf, OSB                   | Kardinaldiakon von Santa Maria in Cosmedin 1132–1144                   | Abt von Farfa 1125–1144                                          | Wurde 1130 von Anhängern von Gegenpapst Anaklet II. aus seiner Abtei vertrieben 1137 zurückgekehrt |
| Benedetto, OSB                 | Kardinalpriester von Santi IV Coronati etwa 1135/37                    | Abt von Terra Maggiore bei San Severo etwa 1135/37               | Pseudokardinal von Gegenpapst Anaklet II. |
| Rainaldo di Collemezzo, OSB    | Kardinalpriester von Santi Marcellino e Pietro 1139/41–1166            | Abt von Montecassino 1137–1166                                   | |
| Simone Borelli, OSB            | Kardinaldiakon von Santa Maria in Domnica etwa 1157–1183               | Abt von Subiaco 1149–1159 und 1167–1183                          | 1159 war er kurzzeitig Anhänger von Gegenpapst Viktor IV. |
| Giovanni de Struma, OSBVall    | Kardinalbischof von Albano 1163–1168                                   | Abt von Struma bei Arezzo 1158–1168                              | Pseudokardinal von Gegenpapst Victor IV (1159–1164); Wurde zu Gegenpapst Calix III. gewählt (1168–1178) |
| Giovanni, OSB                  | Kardinalpriester von San Sisto 1168–1177                               | Abt von San Sophia in Benevento 1142–1177                        | |
| Leonato de Manoppello, OSB     | Kardinaldiakon 1170–1182                                               | Abt von San Clemente in Casauria 1152/55–1182                    | |
| Roffredo dell’Isola, OSB       | Kardinalpriester von Santi Marcellino e Pietro 1188–1210               | Abt von Montecassino 1188–1210                                   | |
| Riccardo, OSB                  | Kardinalpriester von San Ciriaco 1252/1256–1259/1262                   | Abt von Montecassino 1252–1259/62                                | Es ist nicht bekannt ob Papst Innozenz IV. (1243–1254) oder Alexander IV. (1254–1261) ihn zum Kardinal ernannten. Er wurde abgesetzt, da er an der Krönung von Manfred von Sizilien teilnahm. Er war weiterhin Abt und bezeichnete sich weiterhin als Kardinal. |

#### Umstrittene Fälle
| Name                      | Amtszeit als Kardinal                       | „External“ Abbacy                        | Bemerkung |
| ------------------------- | ------------------------------------------- | ---------------------------------------- | --- |
| Oderisius, OSB            | Kardinaldiakon 1063–1076                    | Abt von San Giovanni in Venere 1061–1076 | Laut dem Historiker Pietro Pollidoro (18. Jahrhundert) wird Abt Oderisio I. in einer alten Inschrift im Kloster San Giovanni in Venere als „Diakon der Heiligen Römischen Kirche“ bezeichnet; diese Aussage kann jedoch nicht verifiziert werden, da die Inschrift nicht bis in unsere Zeit erhalten geblieben ist.                            |
| Odericus, OSB             | Kardinalpriester von Santa Prisca 1066–1082 | Abt von Vendôme 1045–1082                | Die Theorie, dass er ein Kardinal von Santa Prisca war, basiert auf dem Privileg, das ihm Papst Alexander II. im Juli 1066 erteilte. Die wahre Bedeutung dieses Privilegs ist jedoch unklar, da er in anderen Dokumenten, die nach diesem Datum ausgestellt wurden, immer nur als Abt bezeichnet wird.                                         |
| Oderisio di Palearia, OSB | Kardinaldiakon, ernannt von Alexander III   | Abt von San Giovanni in Venere 1155–1204 | Die einzige zeitgenössische Quelle, die sein Kardinalat bezeugt, ist der Nekrolog der Abtei von Montecassino. In den wenigen offiziellen zeitgenössischen Dokumenten, die sich auf ihn beziehen (ausgestellt 1176, 1195 und 1200), erscheint er nur als Abt. Eine Inschrift vom April 1165 nennt ihn „Subdiakon der Heiligen Römischen Kirche“ |
| Teodino de Scarpa, OSB    | Kardinalpriester ernannt von Alexander III  | Abt von Montecassino 1166–1167           | Aus seiner kurzen Regierungszeit in der Abtei von Montecassino sind bis heute keine Dokumente erhalten geblieben. Daher ist die Aussage von Alphonsus Ciacconius (1540–1599), er sei von Alexander III. zum Kardinal ernannt worden, nicht verifizierbar.                                                                                      |

### Kardinal-Diözesanbischöfe (11.–13. Jahrhundert)
Die Liste ist chronologisch nach dem Datum der Ernennung des Bischofs zum Kardinal bzw. des Kardinals zum Episkopat geordnet.
| Name                          | Amtszeit als Kardinal                                                                             | „External“ episcopate                                                                                                  | Bemerkung |
| ----------------------------- | ------------------------------------------------------------------------------------------------- | --- | --- |
| Hugo Candidus, OSBClun        | Kardinalpriester von San Crisogono 1049–1089, Kardinalbischof von Palestrina 1089–1099            | Bischof von Fermo in 1084                                                                                              | 1078 von Papst Gregor VII. exkommuniziert, trat er 1080 dem Gegenpapst Clemens III. bei. 1089 wurde er an den suburbikarischen Bischofssitz von Palestrina versetzt. |
| Aicardo Cornazzano            | Kardinaldiakon 1160, Kardinalpriester 1164                                                        | Bischof von Parma 1162–1167                                                                                            | Pseudokardinal des Gegenpapstes Viktor IV. Von 1164 bis 1167 war er auch Podesta der Stadt Parma. 1167 wurde er von den Anhängern von Papst Alexander III. aus Parma vertrieben. |
| Konrad von Wittelsbach        | Kardinalpriester von San Marcello 1165–1166, Kardinalbischof von Sabina 1166–1200                 | Erzbischof von Mainz 1161–1177 und 1183–1200, Erzbischof von Salzburg 1177–1183, Administrator von Sora 1167–nach 1170 | Er wurde 1165 von den Anhängern des Gegenpapstes Paschalis III. aus seiner Erzdiözese vertrieben. Bis 1177 residierte er in der päpstlichen Kurie oder fungierte als päpstlicher Legat. Der erste Fall des legitimen Kardinals, der auch Diözesanbischof war |
| Pietro da Pavia, CanReg       | Kardinalpriester von San Crisogono 1173–1179, Kardinalbischof von Tusculum 1179–1182              | Bischof-Elect von Meaux 1171–1175, Erzbischof(-elect?) von Bourges 1180–1182                                           | Papst Alexander III. zwang ihn 1175, den Bischofssitz von Meaux aufzugeben. Seine Wahl zum Erzbischof von Bourges bleibt im Dunkeln; er unterzeichnete die Dokumente bis zu seinem Tod nur als Kardinalbischof von Tusculum, was darauf hindeutet, dass er diesen Bischofssitz wahrscheinlich nicht in Besitz nahm. Als Kardinal fungierte er häufig als Legat in Frankreich und residierte 1175 für kurze Zeit in Meaux. |
| Guillaume aux Blanches Mains  | Kardinalpriester von Santa Sabina 1179–1202                                                       | Erzbischof von Reims 1176–1202                                                                                         | |
| Ruggiero di San Severino, OSB | Kardinalpriester von Sant’Eusebio 1178/80–1221                                                    | Erzbischof von Benevento 1179–1221                                                                                     | Es lässt sich nicht feststellen, ob seine Erhebung zum Kardinal vor, nach oder gleichzeitig mit seiner Ernennung zum Erzbischof erfolgte. |
| Uberto Crivelli               | Kardinalpriester von San Lorenzo in Damaso 1182–1185                                              | Bischof-Elect von Vercelli 1183–85, Erzbischof von Mailand 1185–1187                                                   | De facto Kurienkardinal. Er wurde Papst Urban III. (1185–1187) und behielt als solcher den Bischofssitz von Mailand bis zu seinem Tod. |
| Adelardo Cattaneo             | Kardinalpriester von San Marcello 1185–1188, Cardinalis Sanctae Romanae Ecclesiae 1188–1214       | Bischof von Verona 1188–1214                                                                                           | Erster Kardinal, der nach seiner Ernennung zum Bischof auf seinen Titulus verzichtete, ohne sein Kardinalat aufzugeben. Im Jahr 1193 verlieh Papst Coelestin III. seinen früheren Titel San Marcello an Kardinal Fidanzio |
| Giovanni                      | Kardinalpriester von San Clemente 1189–1199, Kardinalbischof von Albano 1199–1210/11              | Bischof von Toscanella 1188–1199 (ab 1192 von Viterbo e Toscanella)                                                    | De facto Kurienkardinal 1199 wurde er Kardinalbischof von Albano |
| Ruffino                       | Kardinalpriester von San Prassede 1190–1191/92                                                    | Bischof von Rimini 1185–1191/92                                                                                        | De facto Kurienkardinal |
| Soffredo                      | Kardinaldiakon von Santa Maria in Via Lata 1182–1193, Kardinalpriester von San Prassede 1193–1210 | Patriarch-Elect von Jerusalem 1203                                                                                     | Papst Innozenz III. bestätigte seine Wahl, doch kurz darauf legte der Kardinal (damals Legat in den Kreuzfahrerstaaten) seinen Sitz nieder, ohne geweiht zu werden. Im Jahr 1201 wurde er auch zum Erzbischof von Ravenna gewählt, aber diese Wahl wurde vom Heiligen Stuhl nicht ratifiziert (siehe unten). |
| Guy Paré, OCist               | Kardinalbischof von Palestrina 1200–1204, Cardinalis Sanctae Romanae Ecclesiae 1204–1206          | Erzbischof von Reims 1204–1206                                                                                         | Er gab seinen Kardinalstitel auf, ohne seine Mitgliedschaft im Kardinalskollegium aufzugeben. Kurz vor seinem Tod wurde Guido Papareschi zum neuen Kardinalbischof von Palestrina ernannt |
| Uberto Pirovano               | Kardinaldiakon von San Angelo 1206–1207, Cardinalis Sanctae Romanae Ecclesiae 1207–1211           | Erzbischof von Mailand 1206/1207–1211                                                                                  | Er gab sein Kardinaldiakonat auf, ohne seine Mitgliedschaft im Kardinalskollegium aufzugeben. |
| Stephen Langton               | Kardinalpriester von San Crisogono 1206–1207, Cardinalis Sanctae Romanae Ecclesiae 1207–1228      | Erzbischof von Canterbury 1206/7–1228                                                                                  | Er legte seinen Kardinaltitel nieder, ohne seine Mitgliedschaft im Kardinalskollegium aufzugeben. Dies ist das letzte Mal, dass der Kardinal vor dem Abendländischen Schisma gleichzeitig Diözesanbischof war. |
| Gerardo de Sessio, OCist      | Gewählter Kardinalbischof von Albano in 1211                                                      | Bischof-Elect von Novara 1210–1211, Erzbischof-Elect von Mailand 1211                                                  | Er empfing nie die Bischofsweihe; während seiner kurzen Kardinalzeit fungierte er als päpstlicher Legat in der Lombardei. |

#### Umstrittene Fälle
| Name    | Amtszeit als Kardinal                                                                             | „External“episcopate                                                                                              | Bemerkung |
| ------- | ------------------------------------------------------------------------------------------------- | --- | --- |
| Anselmo | Named Kardinalpriester von Santi Nereo ed Achilleo im Januar 1201                                 | Erzbischof von Neapel 1191–1214                                                                                   | Der Brief seiner Ernennung im Januar 1201 ist der einzige urkundliche Nachweis seines Kardinalsamtes. In allen bekannten Dokumenten, die nach diesem Datum herausgegeben wurden, erscheint er nur als Erzbischof. Daher ist es nicht sicher, ob seine Ernennung wirksam wurde                                                                                                |
| Rolando | Ernennung zum Kardinaldiakon von Santa Maria in Portico Octaviae im Konsistorium vom 6. März 1185 | Durch einstimmigen Beschluss des Domkapitels zum Bischof von Dol 1177 gewählt. 1182 übernahm er den Bischofssitz. | Ab 1177 gewählter Bischof von Dol und 1185–1187 Kardinaldiakon von Santa Maria in Portico. Sicherlich hat er nie in seiner Diözese gewohnt und nach seiner Erhebung zum Kardinal erscheint er in den Dokumenten nur noch als Kardinaldiakon, was auf seinen Rücktritt hinweist, aber die genauen Daten seines Todes und der Ernennung seines Nachfolgers sind nicht bekannt. |

### Kardinäle, die nach der Ernennung zum Bischof auf ihr Kardinalat verzichteten
Die Liste ist chronologisch nach dem Datum der Ernennung des Kardinals zum Bischof und seinem Verzicht auf das Kardinalat geordnet.
| Name                           | Amtszeit als Kardinal                                                                                   | „External“ episcopate                                      | Bemerkung |
| ------------------------------ | --- | ---------------------------------------------------------- | --- |
| Johannes                       | Kardinaldiakon etwa 960/961                                                                             | Bischof von Narni 961–965                                  | Später Papst Johannes XIII. 965–972 |
| Friedrich                      | Kardinalpriester 1001                                                                                   | Erzbischof von Ravenna 1001–1004                           | |
| Airardus, OSB                  | Kardinalpriester                                                                                        | Bischof von Nantes 1050– etwa 1054/1060                    | Um 1054 aus seiner Diözese vertrieben und um 1060 gestorben |
| Roberto                        | Kardinalpriester von San Marco in 1086                                                                  | Bischof von Faenza 1086–1104                               | Pseudokardinal von Gegenpapst Clement III |
| Herimannus, OSB                | Kardinalpriester von Santi Quattro Coronati 1080–1098                                                   | Bischof von Brescia 1087/98–1115                           | Elf Jahre lang (1087–1098) war er gleichzeitig Kardinal und gewählter Bischof, doch nach der Bischofsweihe (1098) legte er sein Kardinalamt nieder. Er wurde 1115 als Bischof abgesetzt und starb nach 1116. Im Jahr 1100 wurde Augustinus neuer Kardinalpriester von Santi Quattro Coronati. |
| Bonussenior                    | Kardinalpriester von Santa Maria in Trastevere 1082–1098                                                | Bischof von Reggio Emilia 1098–1118                        | 1109 wurde Odelricus zum Kardinalpriester von Santa Maria in Trastevere ernannt |
| Alberto, OSB                   | Kardinalpriester von Santa Sabina 1091/95–1100                                                          | Erzbischof von Siponto 1100–1116                           | 1112 wurde Kardinal Albericus Kardinalpriester von Santa Sabina. |
| Niccolo (?)                    | Kardinalpriester etwa 1100/01 (?)                                                                       | Erzbischof von Brindisi 1101–1104                          | Dieser Erzbischof von Brindisi wird nur in einem Dokument von Papst Paschalis II. als ehemaliger Kardinal erwähnt. Daher ist ein Identität ungewiss. |
| Bernardo degli Uberti, OSBVall | Kardinalpriester von San Crisogono 1098/99–1106                                                         | Bischof von Parma 1106–1133                                | Später heiliggesprochen Als Kardinal war er von 1098 bis 1106 auch Abt von Vallombrosa (siehe Tabelle oben). 1109/1110 wurde Berardo de Marsi Kardinalpriester von San Crisogono. |
| Richard de Saint-Victor, OSB   | Kardinalpriester 1078–1106                                                                              | Erzbischof von Narbonne 1106–1121                          | Als Kardinalpriester war er von 1079 bis 1106 auch Abt von St.-Victor in Marseille (siehe Tabelle oben). |
| Giovanni da Piacenza           | Kardinalpriester 1096–1106                                                                              | Bischof von Gubbio 1106–vor 1126                           | Als Kardinal fungierte er einige Zeit (1101–1103) als Vikar und Administrator des Bischofssitzes von Piacenza (siehe Tabelle unten). |
| Landolfo                       | Kardinalpriester von San Lorenzo in Damaso in Lucina 1106–1108                                          | Erzbischof von Benevento 1108–1119                         | 1116 wurde Gregorio von Siena Kardinalpriester von San Lorenzo in Damaso in Lucina |
| Berardo de Marsi, OSB          | Kardinaldiakon von San Angelo 1105/1107–1109/1110, Kardinalpriester von San Crisogono 1109/1110         | Bischof von Marsi 1110–1130                                | Später heiliggesprochen 1111 wurde Gregorio von Lucca Kardinalpriester von San Crisogono. |
| Riso                           | Kardinalpriester von San Lorenzo in Damaso 1103/05–1112                                                 | Erzbischof von Bari 1112–1118                              | 1116 wurde Deusdedit Kardinalpriester von San Lorenzo in Damaso. |
| Romualdo                       | Kardinaldiakon von Santa Maria in Via Lata etwa 1110–1121                                               | Erzbischof von Salerno 1121–1136                           | 1123 wurde Uberto Rossi Lanfranchi zum Kardinaldiakon von Santa Maria in Via Lata ernannt. Nach 1130 er der Obsertanz von Gegenpapst Anaklet II. bei. |
| Baialardus                     | Kardinaldiakon 1120–1121/22                                                                             | Erzbischof von Brindisi 1121/22–nach 1130 (1144?)          | Einige Quellen behaupten fälschlicherweise er sei 1118 zum Erzbischof ernannt worden. |
| Boso                           | Kardinaldiakon (vor 1110–1113), Kardinalpriester von San Anastasia 1113–1122                            | Bischof von Turin 1122–nach 1125                           | Im Jahr 1123 wurde Teobaldo Buccapeccus neuer Kardinalpriester von San Anastasia |
| Uberto Rossi Lanfranchi        | Kardinaldiakon von Santa Maria in Via Lata 1123–1125/26, Kardinalpriester von San Clemente 1125/26–1133 | Erzbischof von Pisa 1133–1137/38                           | Einige Monate lang fungierte er gleichzeitig als Kardinalpriester und gewählter Erzbischof, doch nach der Bischofsweihe (September 1133) legte er sein Kardinalamt nieder |
| Balduino da Pisa, OCist        | Kardinalpriester von Santa Maria in Trastevere 1137–1138                                                | Erzbischof von Pisa 1138–1145/46                           | 1140 wurde er von Gregorio della Suburra als Kardinalpriester von Santa Maria in Trastevere abgelöst. |
| Griffone                       | Kardinalpriester von San Pudenziana 1138–1139                                                           | Bischof von Ferrara 1139–nach 1156                         | Im Jahr 1151 wurde Gerardo zum neuen Kardinalpriester von S. Stefano in Monte Celio ernannt. |
| Villano Caetani                | Kardinalpriester von San Stefano in Monte Celio 1144–1146                                               | Erzbischof von Pisa 1146–1175                              | 1151 wurde Gerardo zum neuen Kardinalpriester von S. Stefano in Monte Celio ernannt. |
| Galdino della Sala             | Kardinalpriester von Santa Sabina 1166–1167                                                             | Erzbischof von Mailand 1166–1176                           | Obwohl er am 18. April 1166 die Bischofsweihe erhielt, behielt er den Titel Kardinal, bis er im September 1167 den Mailänder Bischofssitz übernahm. |
| Rainaldo, OSB                  | Kardinaldiakon 1169                                                                                     | Bischof von Gaeta 1169–1171, Erzbischof von Bari 1171–1188 | Er erscheint als Kardinaldiakon und gewählter Bischof von Gaeta im Januar 1169, aber nach der Bischofsweihe (vor dem 29. März 1170) legte er sein Kardinalat nieder |
| Lombardo da Piacenza           | Kardinaldiakon 1170–1171, Kardinalpriester von San Ciriaco 1171                                         | Erzbischof von Benevento 1171–1177/79                      | Er trat vor März 1179 als Erzbischof zurück und starb nach Juli 1179. Wahrscheinlich der letzte Kardinal, der nach der Ernennung zum Bischof von seinem Kardinalamt zurücktrat. |

#### Umstrittene Fälle
| Name             | Amtszeit als Kardinal                              | „External“ episcopate                  | Bemerkung |
| ---------------- | -------------------------------------------------- | -------------------------------------- | --- |
| Guitmund, OSB    | Kardinalpriester ernannt von Gregor VII            | Bischof von Aversa 1088–nach 1090      | s bestehen Zweifel, ob er jemals zum Kardinal ernannt wurde. |
| Alberico         | Kardinalpriester von San Pietro in Vincoli in 1100 | Bischof von Sutri 1105–nach 1112       | Die Identität des Kardinals mit dem Bischof von Sutri ist ungewiss. |
| Siro de Porcello | Kardinal 1130                                      | Bischof/Erzbischof von Genoa 1130–1163 | Erster Erzbischof von Genua (ab 1133). Sein Kardinalat ist nur in der Chronik von Jacobus de Voragine bezeugt, der über hundert Jahre später lebte. Jacobus war jedoch selbst Erzbischof von Genua (1292–1298), und es ist möglich, dass er einige Dokumente verwendete, die heute verloren sind. |

### Kardinäle, die Administratoren von auswärtigen Diözesen waren (bis zum 13. Jahrhundert)
| Name                      | Amtszeit als Kardinal                                                                     | „External“ post                                                            | Bemerkung |
| ------------------------- | ----------------------------------------------------------------------------------------- | -------------------------------------------------------------------------- | --- |
| Giovanni da Piacenza      | Kardinalpriester 1096–1106                                                                | Vicar und Apostolischer Administrator von Piacenza 1101–1103               | 1106 wurde er Bischof von Gubbio in 1106 und legte sein Amt als Kardinal nieder (siehe Tabelle zuvor) |
| Enrico                    | Kardinaldiakon von San Teodoro in 1117/1118                                               | Dekan von Mazara del Vallo etwa 1117/1118                                  | |
| Azo da Piacenza           | Kardinaldiakon 1132–1134, Kardinalpriester von San Anastasia 1134–1139                    | Propst der Stiftskirche San Antonino in Piacenza 1119–1139                 | Während seines Kardinals residierte er 1133–1134 und 1137–1138 in Piacenza |
| Ildebrando Grassi, CanReg | Kardinaldiakon von San Eustachio 1152–1156, Kardinalpriester von Santi Apostoli 1156–1178 | Apostolischer Administrator von Modena 1154–1156 und 1174–1175             | In beiden Fällen war die Verwaltung des Bischofssitzes von Modena nur ein Teil seiner Legatenpflichten. |
| Rainiero Capocci, OCist   | Kardinaldiakon von Santa Maria in Cosmedin 1216–1250                                      | Apostolischer Administrator von Viterbo in 1217 und 1243–1244              | Die Verwaltung des Bistums Viterbo war nur ein Teil seiner Legatenpflichten. |
| Stephen Báncsa            | Kardinalbischof von Palestrina 1251–1270                                                  | Apostolischer Administrator von Esztergom 1252–1254                        | Er war Erzbischof von Esztergom zwischen 1243 und 1251/1252. Nach seiner Ernennung zum Kardinal gestattete ihm Papst Innozenz IV. zunächst, die Verwaltung seines früheren Bischofssitzes zu behalten, zwang ihn später jedoch zum Rücktritt. |
| Giovanni Castrocoeli, OSB | Kardinalpriester von San Vitale 1294–1295                                                 | Apostolischer Administrator von Benevento und San Agata de’ Goti 1294–1295 | Er war von 1282 bis 1294 Erzbischof von Benevent und behielt die Verwaltung dieses Sitzes nach seiner Beförderung zum Kardinal bei. |

## Abgelehnte Bischofswahlen von Kardinälen im 13. Jahrhundert
| Name                        | Amtszeit als Kardinal | Bischofswahl                                 | Bemerkung |
| --------------------------- | --- | -------------------------------------------- | --- |
| Gerardo                     | Kardinaldiakon von San Adriano 1182–1208                                                                                                  | Gewählter Bischof von Lucca in 1201          | Papst Innozenz III. weigerte sich, die Wahl zu bestätigen |
| Soffredo                    | Kardinaldiakon von Santa Maria in Via Lata 1182–1193, Kardinalpriester von San Prassede 1193–1210                                         | Gewählter Erzbischof von Ravenna in 1201     | In einem Brief vom November/Dezember 1201 lehnte Papst Innozenz III. diese Wahl ab. Im Jahr 1203 fungierte er für kurze Zeit als gewählter Patriarch von Jerusalem (siehe Tabelle oben).                                                                          |
| Pelagio Galvani             | Kardinaldiakon von San Lucia in Septisolio 1206/07–1211, Kardinalpriester von San Cecilia 1211–1213, Kardinalbischof von Albano 1213–1230 | Gewählter Patriarch von Antiochia 1217       | Papst Honorius III. weigerte sich, seine Wahl zu bestätigen und ernannte am 25. April 1219 Pietro Capuano (den späteren Kardinal) zum Patriarchen. |
| Aldebrandino Gaetano Orsini | Cardinal- deacon von San Eustachio 1216–1219, Kardinalpriester von San Susanna 1219–1221, Kardinalbischof von Sabina 1221–1223            | Gewählter Bischof von Paris in 1219          | Honorius III. teilte dem Domkapitel von Paris in einem Brief vom 4. September 1219 mit, dass er die Wahl nicht bestätigen werde. |
| Konrad von Urach, OCist     | Kardinalbischof von Porto e Santa Rufina 1219–1227                                                                                        | Gewählter Erzbischof von Besançon 1220       | Papst Honorius III. lehnte seine Wahl ab. |
| Tommaso da Capua            | Kardinaldiakon von Santa Maria in Via Lata 1216, Kardinalpriester von Santa Sabina 1216–1239                                              | Gewählter Patriarch von Jerusalem 1227       | Papst Gregor IX. lehnte sein Wahl ab. |
| Jacques de Vitry, CanReg    | Kardinalbischof von Frascati 1229–1240 | Gewählter Patriarch von Jerusalem in 1239/40 | Am 14. Mai 1240 ernannte Papst Gregor IX. den neuen Patriarchen und erläuterte in seinem Ernennungsschreiben den Kanonikern des Kapitels von Jerusalem die Gründe für seine frühere Ablehnung der Wahl des Kardinals von Vitry, der am 1. Mai 1240 gestorben war. |
| Egidius de Torres           | Kardinaldiakon Santi Cosma e Damiano 1216/17–1254                                                                                         | Gewählter Erzbischof von Toledo in 1247      | Am 21. Februar 1248 lehnte Papst Innozenz IV. sein Postulat für diesen Bischofssitz ab und ernannte Juan de Medina Pomar zum neuen Erzbischof von Toledo. |
| Pierre de Bar               | Kardinalpriester von San Marcello 1244–1252, Kardinalbischof von Sabina 1251/52–1253                                                      | Gewählter Bischof von Noyon in 1249/50       | Papst Innozenz IV. weigerte sich, seine Wahl zu bestätigen, mit der Begründung, dass seine Anwesenheit in der Kurie unabdingbar sei. |